# Мідні інуїти

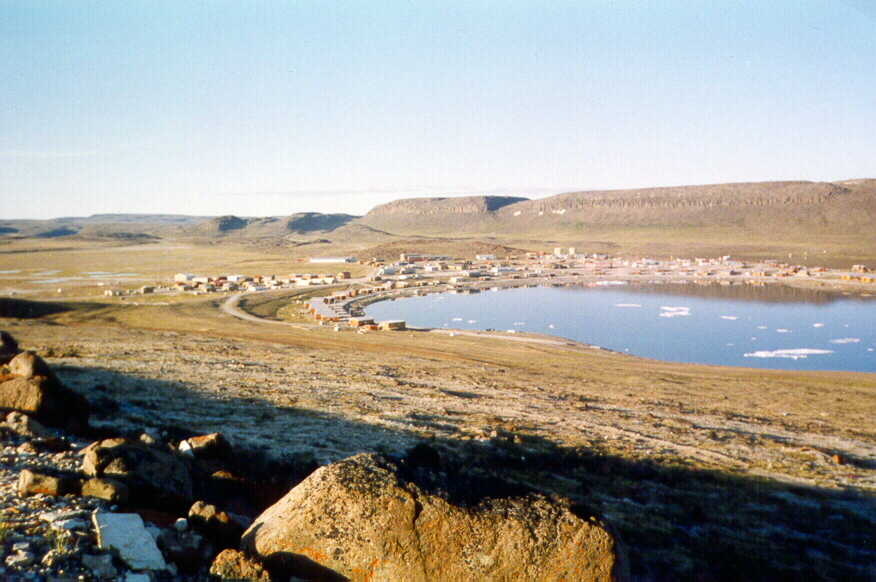
Краєвид Улухактока (Канада), з урвищ, що дали назву селищу, 1980-ті роки.

Мідні інуїти (англ. Copper Inuit), також відомі як кітлінерміути (англ. Kitlinermiut) та інуїнаїти (англ. Inuinnait) — група канадських інуїтів, що живуть на північ від межі лісу, на території, яка нині належить до регіонів Кітікмеот у Нунавуті та Інувік у Північно-Західних територіях. Історично більшість із них проживала в районі затоки Коронейшен, на острові Вікторія та на півдні острова Бенкс.
Західна межа території мідних інуїтів доходила до Вайз-Пойнт, недалеко від протоки Долфін-енд-Юніон. Північно-західна межа доходила до південно-східного узбережжя острова Бенкс. На півдні мідні інуїти селилися по східному узбережжю Великого Ведмежого озера, озера Контуойто і озера Бічі, річки Бак. На сході мідні інуїти та нетсілінгміут були розділені річкою Перрі на півдні затоки Квін-Мод. Кочуючи всім островом, на заході мідні інуїти концентрувалися на південь від затоки Волкер , а на сході — на південь від затоки Денмарк.
Оскільки цей народ не має колективної самоназви, вони використовують англійський термін «Copper Inuit». Він позначає тих західних із центральних інуїтів, які використовували самородну мідь, зібрану в пониззі річки Коппермайн і в затоці Коронейшен.
Згідно з Кнудом Расмуссеном (1932), інші інуїти називали мідних інуїтів кітлінерміут, оскільки Кітлінек — інуїтська назва острова Вікторія.

## Історія

### Ранні тисячоліття
Мідні інуїти, як і всі інуїти, є нащадками культури Туле. Зміни в місцевому середовищі могли спричинити перехід від доісторичної культури Туле до культури мідних інуїтів, сучасного народу.
Протягом приблизно трьох тисячоліть мідні інуїти були кочівниками та мисливцями-збирачами. Їх заселення на постійні місця проживання та акультурація до деяких європейсько-канадських підвалин відбулися лише в 1940-х роках, але вони також продовжували вести мисливський та збиральний спосіб життя.
Взимку вони жили в общинних іглу і полювали на тюленів на продухах у льоду. Влітку збиралися в невеликі сімейні групи для полювання на північних оленів та риболовлі.
Виготовляли мідні стріли, наконечники списів, ножі улю, долота, гарпуни та ножі як для особистого користування, так і для торгівлі з іншими інуїтами. Крім мідних виробів, з обох боків протоки Берінга високо цінувалися вироби мідних інуїтів із жировика. Серед інших торгових партнерів мідних інуїтів були інувіалуїти з півострова Аввак та інуїти карибу на півдні. Влітку багато мідних інуїтів збиралися в районі затоки Кеймбридж-Бей через велику кількість дичини.

### Пост-євро-канадський контакт
За словами Робіна Мак-Грата, існують свідчення конфліктів між інуїтами та дене, а також інших конфліктів, у яких могли брати участь європейці. Ці конфлікти, схоже, були спровокованими як дене, так і інуїтами і, можливо, були викликані торговельними суперечками, але іноді й набігами по жінок. Одну з найвідоміших битв засвідчив європейський дослідник Самюель Герн. 1771 року він став першим європейцем, який досліджував район річки Коппермайн. Саме тут Матонаббі, лідер провідників Герна з племені чіпеваян-дене, і його супутники розправилися з групою мідних інуїтів біля Бладі-Фоллс. Подальші дослідження проводилися лише в період 1820—1853 років, який включав експедиції Джона Франкліна у 1821 та 1825 роках. Джон Рей зустрів мідних інуїтів на річці Рей 1847 року, а також на мисі Фліндерс і в бухті Стромнесс 1851 року. 1853 року під час пошуків зниклої експедиції Франкліна в рамках своєї арктичної експедиції дослідник Роберт Мак-Клур залишив корабель HMS Investigator у бухті Милосердя на острові Бенкс. Тут знайдено багато деревини, міді та заліза, які мідні інуїти використовували протягом багатьох років. Річард Коллінсон досліджував цей район у 1850—1855 роках.

#### XX століття
Вважаючи, що мідні інуїти мігрували в район Гудзонової затоки для торгівлі, канадський уряд на карті 1906 позначив острів Вікторія як «ненаселений». Тільки на початку XX століття торгові судна повернулися на територію мідних інуїтів. Це відбулося після того, як Вільялмур Стефанссон повідомив про зустріч з білявими ескімосами серед мідних інуїтів у своїй арктичній подорожі 1908—1912 років. Під час Канадської арктичної експедиції 1913—1916 років канадський етнограф Даймонд Дженнесс два роки прожив із мідними інуїтами, документуючи їхнє життя. Він надіслав тисячі артефактів їхньої матеріальної культури до Геологічної служби Канади.
Крім торгівлі, контакт із європейцями приніс грип та черевний тиф. Занесення нових інфекційних захворювань послабило імунітет корінних жителів. Між 1929 та 1931 роками кожен п'ятий мідний інуїт помер від епідемії туберкульозу. Приблизно в цей час почався занепад китобійної промисловості. Інупіати Аляски та інувіалуїти дельти Маккензі прийшли в район затоки Коронейшен, щоб співіснувати з мідними інуїтами. 1923 року в районі Голмен (Улукхакток) засновано перший торговий пост в Алаєрвіку, на північному березі Прінс-Альберт-Саунд, але за п'ять років він закрився. Пост переїхав у форт Коллінсон у затоці Вокер, на північ від Мінто-Інлет. Два інші торгові склади відкрилися в затоці Уокер, але закрилися до 1939 року, у роки Великої депресії.

### Поселення
1960 року федеральний уряд доправив до Голмена три житлові будинки, а 1961 року — ще чотири. У наступні роки деякі сім'ї переїхали до Голмена на постійне місце проживання, інші жили там сезонно. Деякі мідні інуїти переїхали до громад Коппермайн (Куглуктук) або Кембридж-Бей. Інші тяжіли до аванпостів, розташованих уздовж Батерст-Інлет, озера Контуойто, затоки Коронейшен та на острові Вікторія.
Мідні інуїти поступово перейшли на снігоходи, супутникове телебачення, побудували християнські церкви. Молодь тепер розмовляє англійською мовою, а не інуїннактуном. Усе разом це призвело до соціальних змін серед мідних інуїтів.

## Культура

### Мова
Мідні інуїти традиційно розмовляють на інуїннактун та інувіалуктун, іноді званій західно-канадським інуктитутом.

### Середовище проживання та раціон харчування
Історично мідні інуїти жили серед тундри, скелястих пагорбів, оголень, з окремими лісовими ділянками на півдні та південному заході ареалу. Тут вони полювали на ховрахів, зайців, північних оленів (безпородні стада та пірі), ведмедя гризлі, норку, лося, вівцебика, ондатру, білого ведмедя, вовка та росомаху. Ловили рибу у великій мережі ставків, озер і річок, зокрема в річках Коппермайн, Рей і Річардсон, у яких були великі популяції прісноводної арктичної палії (яка також водиться в океані), харіуса, озерної форелі і сигових. У морських водах водилися тріска, морський заєць і кільчаста нерпа. Також частиною раціону мідних інуїтів були качки, гуси, кайри, чайки, яструби, морянки, гагари, сивки, куріпки та снігурі. Вони любили сирі, але не варені яйця. Використовували та готували їжу з морепродуктів, але зберігали їх окремо від продуктів із суходолу.

### Одяг

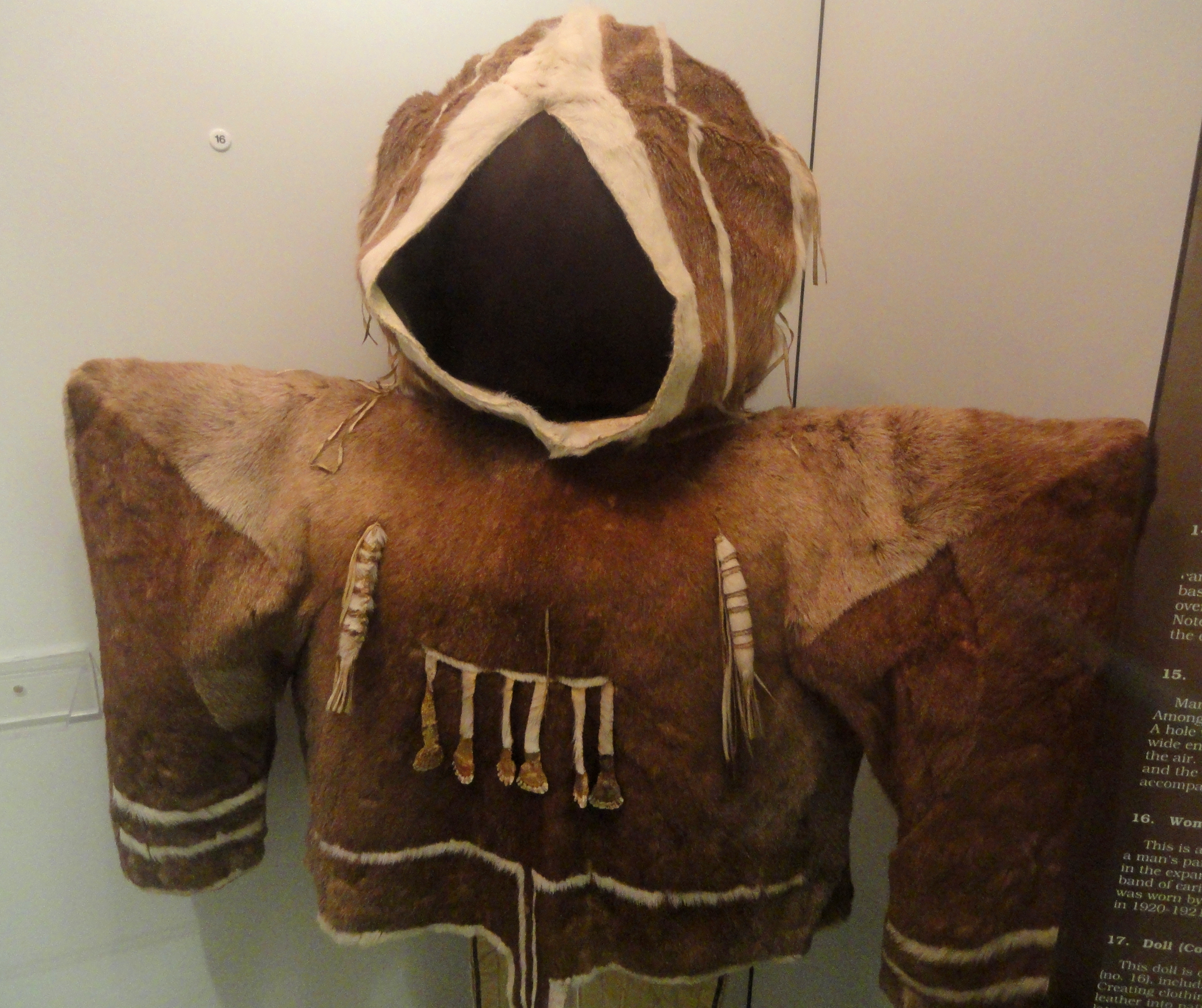
Жіночий анорак мідних інуїтів 1920—1921 років (музей Пібоді, Гарвард)

Одяг мідних інуїтів складався з короткої внутрішньої парки з довгими вузькими фалдами ззаду та рукавами, що сягають зап'ястя. У сувору погоду вдягали важку верхню парку. Жіночі парки відрізнялися подовженими каптурами та перебільшено гострими плечима. Чоботи в інуїтів були довгі, на всю довжину ноги, і застібалися на талії. Підошви робили з пір'я або пташиних шкур. Мідні інуїти використовували різні серветки для різних страв: шкірки куріпки — при їді оленини, шкірки чайки — при їді тюленя.
Сучасний одяг та взуття можуть бути зроблені з різних шкур, включаючи:
- танцювальний ковпак: карибу, горностай, а також дзьоб білодзьобої гагари[21];
- парки: заєць-біляк, видра, кролик, дика норка;
- рукавиці: бобер, білий ведмідь, скунс;
- чоботи: карибу, собака, білий ведмідь, тюлень, вовк, росомаха;
- м'які чоботи[en]: карибу, лось.

Крім повсякденного одягу, історично багато інуїтів мали набір церемоніального одягу з короткошерстих літніх шкур, який одягали для танців чи інших урочистих випадків. Зокрема, танцювальний одяг мідних інуїтів був широко вивчений і зберігається в музеях по всьому світу. Дизайн цього одягу був нерозривно пов'язаний з релігійною практикою мідних інуїтів і містив те, що антрополог Бернадетт Дрісколл-Енгельстад описує як «стилізований дизайн, що натякає на інтеграцію людського та тваринного світу, природного та надприродного». До 1930-х років церемоніальний одяг мідних інуїтів зник, хоча в 1990-х роках його відроджено.

### Релігія
Мідні інуїти мали анімістичну духовну систему, яка включала віру в те, що духів тварин можна образити, порушивши табу. Вони вірили, що світ населяють карлики, велетні, «люди карибу» та морська богиня Арнапкапфаалук, або велика лиха жінка. Їхнє уявлення про тупілака нагадувало християнського диявола.
Ангаккуїт (шамани) могли бути як чоловіками, так і жінками. Вони відганяли злих духів, були посередниками між людьми та світом духів, зцілювали хвороби чи порушення табу, а також «керували» погодою.

## Підгрупи
Мідні інуїти жили в межах географічно визначених підгруп, що добре задокументували Стефанссон, Франц Боас та інші:
- агіагміут[en]: затока Огден[en];
- акулиакаттагміут: мис Бекслі;
- асіагміут[en]: затока Огден;
- екаллуктогміут[en]: річка Екаллук, затока Альберт-Едуард[en]; центральна частина острова Вікторія;
- ганерагміут: протока Долфін-енд-Юніон;
- ганінгайогміут[en]: річка Бак;
- каернерміут[en]: річка Бак;
- кангір'юарміут[en]: водойма Прінс-Альберт-Саунд[en], мис Берінг[en], центральна частина острова Вікторія; мис Нельсон-Гед[en] на острові Бенкс;
- кангірюатджагміут[en]: Мінто-Інлет[en]; між Мінто-Інлет і затокою Волкер[en];
- кілусіктогміут[en]: острів Вікторія; район затоки Коронейшен в гирлі річки Маккензі[27];
- коглуктогміут[en]: Бладі-Фоллс на річці Коппермайн, річка Діз[en] і Велике Ведмеже озеро (затока Мактавіш); затока Коронейшен, на південний схід від мису Крузенштерн[en];
- коглуктуалігміут (або уткусіксалігміут — «мешканці місця, де є горщиковий камінь»): річка Трі[en] («Коглуктуалук»), 130 км на схід від річки Коппермайн[28];
- коглуктуарюміут: від гирлі річки Коглуктуарюк[28], яка впадає в затоку Грейс[en], вгору річкою; на кризі затоки Грейс і затоки Коронейшен[27];
- кугарюагміут[en]: річка Кугарюак[en][28];
- нагюктогміут (або кіллінерміут): острів Наг'юкток, один із островів архіпелагу герцога Йоркського[en][28]; центральна частина затоки Коронейшен; острів Вікторія на північний схід від Леді-Франклін-Пойнт[en]; материк на схід від річки Трі; Безплідні озера[en] біля витоків річки Діз[27]; («ескімоси Оленячого Рога»);
- ноахонірміут (або Ноаднірміут): острови Лістон і Саттон[en] у протоці Долфін-енд-Юніон до материка: на північ від річки Рей, на південь від острова Ламберт[28][27];
- паллірміут: гирло річки Рей (Паллірк) та витік річки Діз; затока Коронейшен, на південний схід від мису Крузенштерна[28][27];
- пінганнактогміут, Пінганнакток («тут дме сухопутний вітер»), углиб материка на захід від річки Трі[28];
- пуїплірміут (або пуїблірміут): протока Долфін-енд-Юніон біля островів Лістон та Саттон; також на північ і північний схід від затоки Сімпсон на острові Вікторія[28][27];
- угюлігміут[en]: на північ від затоки Мінто[28];
- улукхактокміут: Улукхакток (раніше відомий як Голмен), на честь знайденої там міді, що використовується для виготовлення улю;
- умінгмуктогміут: постійне село Умингмакток (Умінгмуктог) на західному узбережжі півострова Кент[28]; Батерст-Інлет[27].

## Відомі представники
- Джо Аллен Ев'яготайлак[en] — член законодавчих зборів Канади.
- Дональд Гавіояк[en] — канадський політик.
- Гелен Калвак[en] — художниця.
- Гелен Максагак[en] — канадська політикиня.
- Кейн Тологанак[en] — колишній член законодавчих зборів Північно-Західних територій.
- Улоксак[en] — мисливець.